# Guido Pontecorvo
Guido Pellegrino Arrigo Pontecorvo (Pisa, 29 novembre 1907 – Pisa, 25 settembre 1999) è stato un genetista italiano con cittadinanza britannica.

## Biografia
Nacque il 29 novembre 1907 come primo di otto figli in una famiglia ebraica benestante non praticante da Massimo Pontecorvo, titolare di un importante ditta tessile, e Maria Maroni. Tra i suoi fratelli vi furono il fisico Bruno e il regista Gilberto (Gillo) Pontecorvo. Diplomatosi al ginnasio nel 1924, si iscrisse al Regio Istituto superiore agrario di Pisa, laureandosi nel 1928. Tra i suoi maestri ebbe Enrico Avanzi, che gli trasmise i rudimenti della genetica applicata all'agricoltura; in quegli anni Pontecorvo frequentò anche il gruppo di studenti di fisica radunatisi intorno ad Enrico Fermi, con cui condivideva la passione per la montagna e lo sci.
Prestò per due anni servizio militare nella cavalleria e seguì poi Avanzi all'Istituto agrario di San Michele all'Adige, dove rimase per poco tempo fino al 1930, anno in cui tornò in Toscana come direttore della sezione di allevamento animale dell'ispettorato compartimentale per l'agricoltura di Firenze. In questa veste diresse un programma di selezione delle razze bovine locali e nel 1937 intraprese una spedizione presso i maggiori centri di allevamento europei tra cui l'Istituto di genetica animale di Edimburgo, dove strinse amicizia col collega scozzese Alick Buchanan-Smith.
Si sposò nel 1935 con Leni Freyenmuth, dalla quale ebbe una figlia, Lisa.
Nel 1938 fu licenziato a causa dell'entrata in vigore delle leggi razziali fasciste ma riuscì ad aggiudicarsi un lavoro in un centro di allevamento in Perù, che sarebbe tuttavia iniziato solo nel 1939; si recò quindi nuovamente a Edimburgo su invito di Buchanan-Smith con una borsa di studio della Society for the Protection of Science and Learning (SPSL). L'aggravarsi della situazione politica europea, in seguito allo scoppio della seconda guerra mondiale, lo costrinse a rimanere in Scozia, dove conobbe il collega esule Hermann Joseph Muller, che lo convinse a concentrarsi sulla genetica; intorno a Muller si radunò presto un gruppo di "rifugiati" composto anche dal fisico Max Born e dai coniugi biochimici Edgar ed Ellen Stedman. Con l'entrata in guerra dell'Italia nel 1940 Pontecorvo fu internato per alcuni mesi come enemy alien sull'isola di Man.
Rilasciato nel gennaio 1941, partì per gli Stati Uniti d'America per terminare la sua tesi di dottorato, iniziata sotto la supervisione di Muller presso l'Università di Glasgow. Dopo due anni di ricerche sulla genetica di Drosophila e pidocchi, nel 1943 si dedicò al fungo Penicillium notatum nell'ambito del progetto anglo-americano per la produzione industriale della penicillina.
Nel 1945 fu nominato lecturer nel dipartimento di genetica dell'Università di Glasgow, dipartimento di cui fu anche direttore dal 1954 ed unico membro. Nel 1968 entrò a far parte dello staff dell'Imperial Cancer Research Found di Londra. Nel 1947 ricevette anche la cittadinanza britannica.
Nel 1978 la Royal Society gli assegnò la medaglia Darwin per i suoi contributi allo studio della genetica.
Morì nella città natale per le conseguenze di una caduta accidentale durante una passeggiata sulle Alpi svizzere, dove possedeva uno chalet in cui passava tutte le estati.
Ha chiarito la genetica della drosophila e dei funghi e ha proposto il concetto di gener come unità funzionale e di parasessualità. È stato tra i primi ad intraprendere gli studi per la determinazione delle mappe cromosomiche dell'uomo ed ha introdotto la tecnica di irradiazione con raggi X per la rottura dei cromosomi.
Il suo archivio personale è conservato presso l'Università di Glasgow.